# كيفن جونسون (لاعب غولف)
كيفن جونسون (بالإنجليزية: Kevin Johnson)‏ هو لاعب غولف أمريكي، ولد في 25 أبريل 1967 في بليموث في الولايات المتحدة.

## وصلات خارجية
- كيفن جونسون على موقع رابطة لاعبي الغولف المحترفين (الإنجليزية)
- كيفن جونسون على موقع التصنيف العالمي الرسمي للغولف (الإنجليزية)